# آرام بوغوسیان
آرام بوغوسیان (ارمنی: [] Error: {{Lang}}: فاقد متن (راهنما); انگلیسی: Aram Boghossian؛ زادهٔ ۱۷ نوامبر ۱۹۲۹) شناگر اهل برزیل است. وی در بازی‌های پان امریکن ۱۹۵۱ بوئنوس آیرس برندهٔ ۱ مدال نقره شده‌است.
در بازیهای المپیک تابستانی ۱۹۴۸ او رکورد برزیل در رشته ۱۰۰ متر آزاد را شکست. رکورد او تنها در سال ۱۹۵۶ توسط هارولدو لارا شکسته شد.